# Svédország megyéinek ISO-kódja
Az ISO 3166-2 szabvány meghatározza Svédország 21 megyéjének kódját. Az első rész az ISO 3166-1 SE kód, a második felét helyileg használják: egy betű (kivéve három esetben, amikor két betű). A sorrend egy virtuális útvonal, amely Stockholmban kezdődik és az óramutató járásával délen, majd északon járja körbe az országot.
Ezt a szabvány-családot világviszonylatban az egyszerűsítés kedvéért alakították ki.
| ISO 3166-2 kód | Megye                 | Alternativ kód |
| -------------- | --------------------- | -------------- |
| SE-AB          | Stockholm megye       | SE-01          |
| SE-C           | Uppsala megye         | SE-03          |
| SE-D           | Södermanland megye    | SE-04          |
| SE-E           | Östergötland megye    | SE-05          |
| SE-F           | Jönköping megye       | SE-06          |
| SE-G           | Kronoberg megye       | SE-07          |
| SE-H           | Kalmar megye          | SE-08          |
| SE-I           | Gotland megye         | SE-09          |
| SE-K           | Blekinge megye        | SE-10          |
| SE-M           | Skåne megye           | SE-12          |
| SE-N           | Halland megye         | SE-13          |
| SE-O           | Västra Götaland megye | SE-14          |
| SE-S           | Värmland megye        | SE-17          |
| SE-T           | Örebro megye          | SE-18          |
| SE-U           | Västmanland megye     | SE-19          |
| SE-W           | Dalarna megye         | SE-20          |
| SE-X           | Gävleborg megye       | SE-21          |
| SE-Y           | Västernorrland megye  | SE-22          |
| SE-Z           | Jämtland megye        | SE-23          |
| SE-AC          | Västerbotten megye    | SE-24          |
| SE-BD          | Norrbotten megye      | SE-25          |

| Régi jelzések (beleértve a régi megyéket is) | Régi jelzések (beleértve a régi megyéket is) |
| -------------------------------------------- | --- |

Svédország megyéinek kódjai

| A B J L M O P R                              | Stockholm város 1967-ig Stockholms län (A várost kivéve) 1967-ig Öland 1826-ig Kristianstads län 1997-ig Malmöhus län 1997-if Göteborg och Bohus län 1999-ig Älvsborgs län 1999-ig Skaraborgs län 1999-ig |

Megjegyzés: Svéd betűrend: A – Z, Å, Ä, Ö.